# Strumpticka
Strumpticka (Polyporus leptocephalus) är en svampart som först beskrevs av Nikolaus Joseph von Jacquin, och fick sitt nu gällande namn av Elias Fries 1821. Strumpticka ingår i släktet Polyporus och familjen Polyporaceae.  Arten är reproducerande i Sverige. Inga underarter finns listade i Catalogue of Life.

## Källor

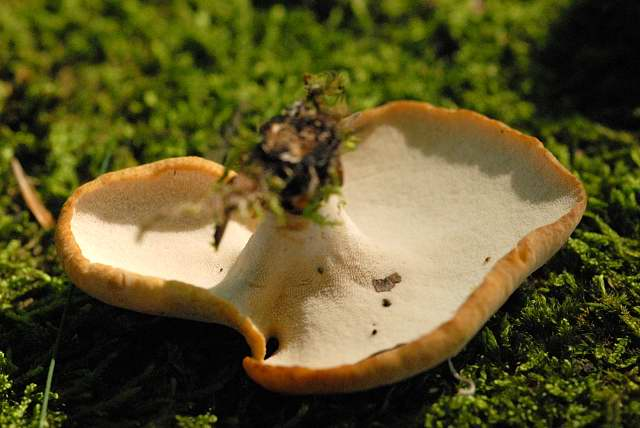